# MP-81
MP-81 — травматический пистолет, напоминающий ТТ, сертифицированный в качестве гражданского оружия самообороны. Серийно выпускается с 2008 года

## Описание
Пистолет производился путём переделки боевых пистолетов ТТ. В разработке сохранены основные узлы конструкции базовой модели (рамка, затвор, ударно-спусковой механизм), полностью сохранена подлинная историческая маркировка оригинала и идентичность приемов обращения с пистолетом.
Конструкция канала ствола исключает стрельбу пулевыми патронами или патронами любого снаряжения с удельной энергией при вылете более 0,5 Дж/мм². При попытке стрельбы усиленным зарядом происходит деформация ствола и разрушение образца.
Внешне пистолет претерпел изменения:
- пятка магазина стала короче (поскольку используются патроны 9 мм Р.А., оригинальный магазин ТТ был заменен на магазин от травматического пистолета MP-79);
- задняя часть затвора подпилена в районе ударника;
- поскольку ствол пистолета ТТ рассверлен и выполняет роль втулки для фальшствола, внешний вид дульного среза MP-81 отличается от боевого пистолета ТТ.

Так как родной ствол сделан из оружейной стали, проблема «раздутия» ствола не знакома пистолетам МР-81. Для любителей пистолета ТТ дульный срез не является помехой и легко приобретает вид боевого оригинала с помощью металлической втулки, впрессованной в остаток фальшствола. Извлечение ствола из затвора происходит сложно, так как ствол сцеплен с затвором в районе мушки.
Поскольку у пистолета не родной магазин от пистолета ТТ, поставить оружие на затворную задержку невозможно.
Пистолет разработан под травматический патрон 9 мм Р.А. с резиновой пулей, возможно применение газовых и шумовых патронов в режиме ручного перезаряжания. Поражающий эффект при стрельбе достигается за счет болевого шока от попадания резиновой пули. Эффективная дальность применения до 8 м.

## Стран-эксплуатанты
- Россия
- Казахстан - после разрешения 1 января 2008 года приобретения травматического оружия в стране было продано некоторое количество травматических пистолетов MP-81. 2 апреля 2014 года парламент Казахстана установил запрет на владение и использование травматического оружия гражданскими лицами[2]. 29 октября 2014 года было принято решение о выкупе ранее проданного травматического оружия у владельцев[3], однако травматическое оружие по-прежнему разрешено в качестве служебного оружия частных охранных структур[4]